# Brušperk
Brušperk (niem. Braunsberg) − miasto w Czechach, w kraju morawsko-śląskim, na Morawach. Przez miasto przepływa potok Ondřejnice.

## Demografia
| Rok             | 1970 | 1980 | 1991 | 2001 | 2003 |
| --------------- | ---- | ---- | ---- | ---- | ---- |
| Liczba ludności | 3392 | 3558 | 3590 | 3587 | 3620 |

Źródło: Czeski Urząd Statystyczny

## Historia
W XIII wieku obszerne okolice obecnego Brušperku otrzymał w lenno od króla czeskiego Przemysła Ottokara I rycerz Arnold z Hückeswagen, za służbę dyplomatyczną w Anglii, w czeskich dokumentach występujący jako świadek w latach 1234-1237. Po Arnoldzie dobra hukwaldzkie objął jego syn, Franko, który pomiędzy 1252 a 1258 swe włości sprzedał biskupowi ołomunieckiemu Brunowi ze Schauenburku. Biskup Bruno rozpoczął szeroko zakrojoną akcję kolonizacyjną  na dotąd słabo zaludnionym obszarze, w tzw. państwie hukwaldzkim. W 1269 biskup Bruno wydał list lokacyjny dla nowego miasta Brušperk, przydzielił miastu również wiele przywilei. Miasto szybko stało się centrum rzemieślniczym w regionie Laska, szczególną rolę odegrało sukiennictwo. W XIX wieku Brušperk stracił na znaczeniu, nie uprzemysłowił się, ominęła go również kolej. Jednakowoż dzięki temu w lepszym stopniu zachowała się w mieście starówka.

## Galeria

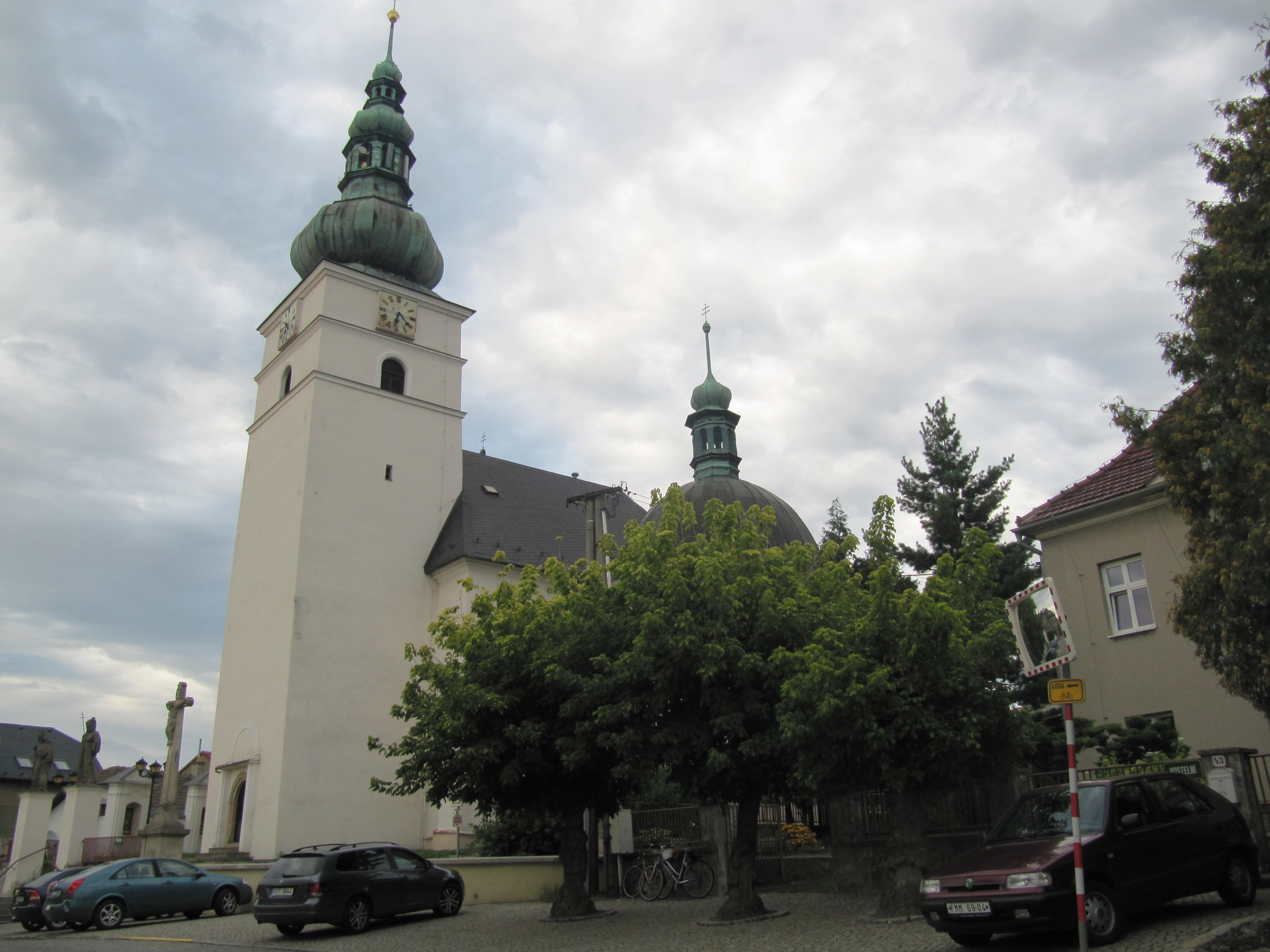
Kościół św. Jerzego
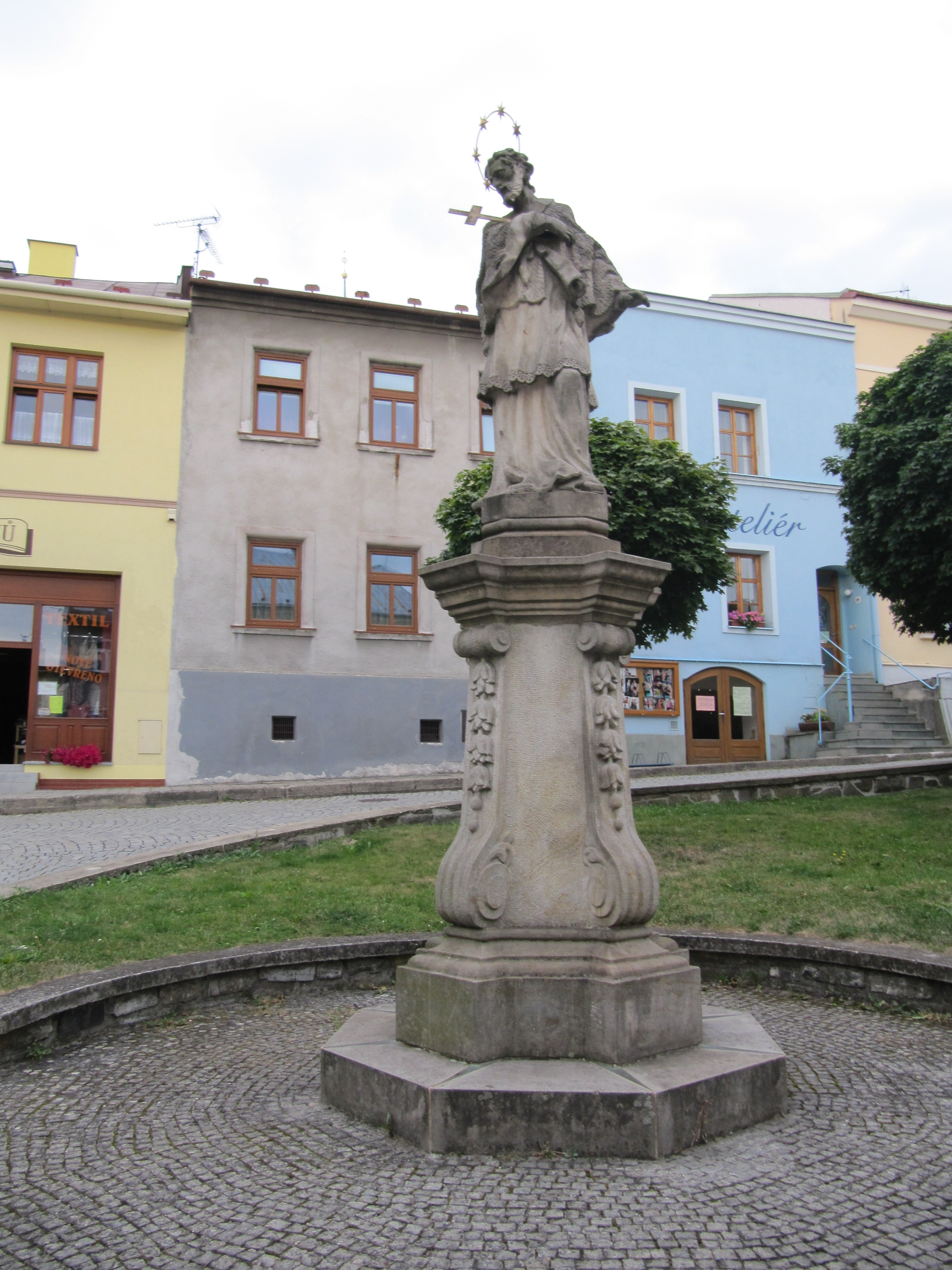
Pomnik św. Jana Nepomucena